# David Littman
David Gerald Littman (4. juli 1933 – 20. maj 2012) var en britisk lobbyist, der siden 1986 fungerede som repræsentant for World Union for Progressive Judaism (Verdensunionen for progressiv jødedom) og andre NGO'er ved FN's højkommisær for flygtninge i Geneve. Han var gift med Bat Ye'or.